# 4222 Ненсайте
4222 Ненсайте (4222 Nancita) — астероїд головного поясу, відкритий 13 березня 1988 року.
Тіссеранів параметр щодо Юпітера — 3,485.